# José Martín Colmenarejo
Colmenarejo  Pérez est un nom espagnol. Le premier nom de famille, en général paternel, est Colmenarejo ; le second, en général maternel, souvent omis, est Pérez.
José Martín Colmenarejo Pérez (né le 7 avril 1936 à Madrid et mort le 27 novembre 1995 à Soria) est un ancien coureur cycliste espagnol. Professionnel de 1961 à 1966, il s'est notamment classé deuxième du Tour d'Espagne 1963 derrière Jacques Anquetil.

## Palmarès
- 1961
  - 2eb (contre-la-montre par équipes) et 6ea étapes du Tour de Catalogne

- 1962
  - 1rea étape du Tour du Levant (contre-la-montre par équipes)
  - 7e et 9e étapes du Tour de Colombie
  - 2e du Campeonato Vasco-Navarro de Montaña
  - 3e du Tour du Levant

- 1963
  - Tour du Levant :
    - Classement général
    - 5e étape (contre-la-montre)

  - 3ea étape du Tour de Suisse
  - 2e du Tour d'Espagne
  - 10e du Tour de Suisse

- 1964
  - 5e étape du Tour de Suisse
  - 5e du Tour de Suisse

- 1965
  - 13e étape du Tour d'Espagne
  - 15e étape du Tour du Portugal (contre-la-montre)

## Résultats sur les grands tours

### Tour d'Espagne
4 participations
- 1961 : 39e
- 1962 : abandon (10e étape)
- 1963 : 2e
- 1965 : 32e, vainqueur de la 13e étape

### Tour d'Italie
1 participation
- 1964 : 33e